# Henoksböckerna

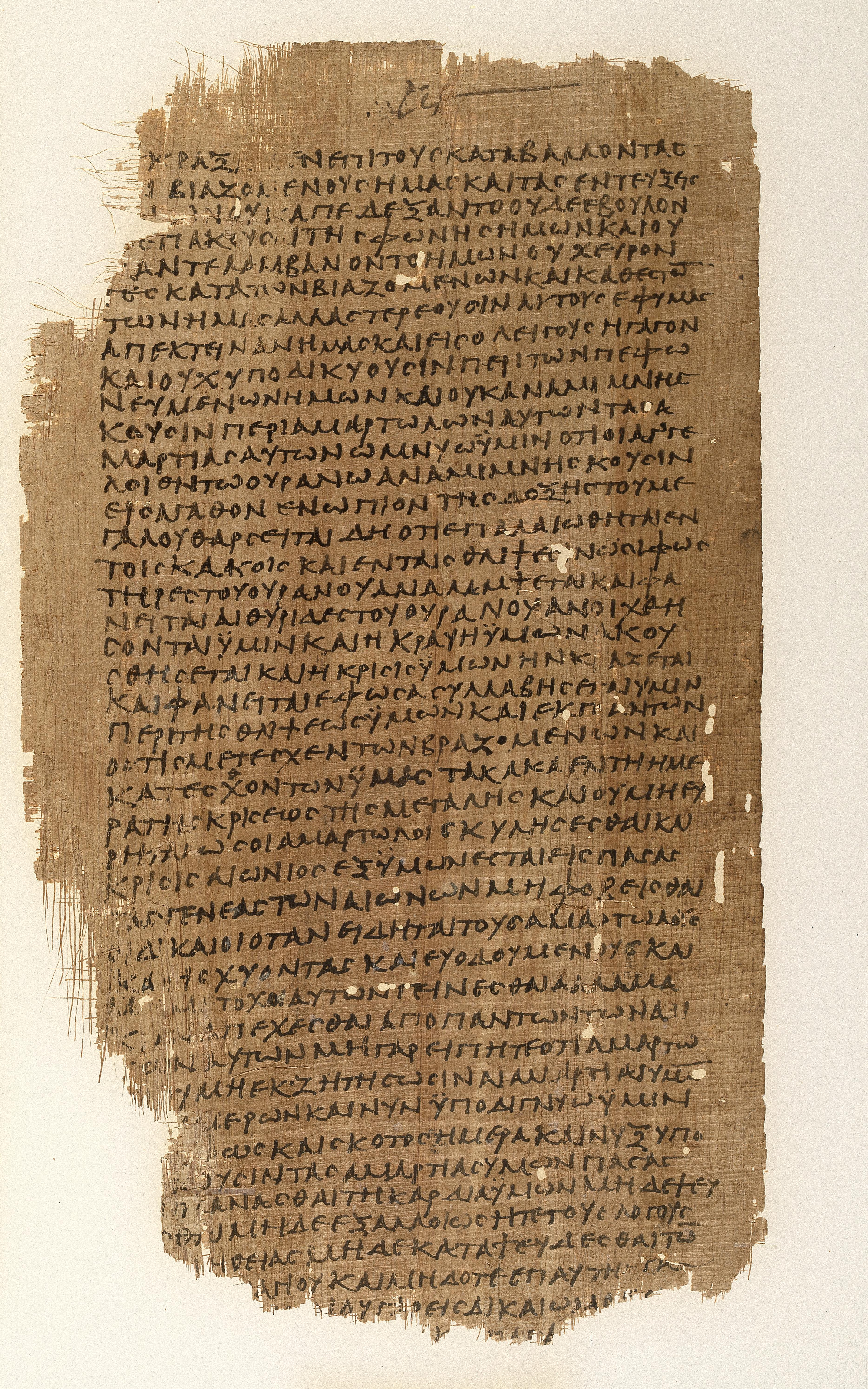
Chester Beatty XII, grekisk handskrift av Första Henoksboken, från 300-talet.

Henoksböckerna kallas de tre skrifter inom den tidiga judiska (och kristna) litteraturen där Henok (omnämnd i 1 Mos. 5:18-24 samt Jud. v. 14-15) anges som upphovsman. Innehållet i samtliga är apokalyptiskt.

## Första Henoksboken (Henoks bok)
Första Henoksboken är troligen författad på arameiska eller hebreiska; betydande delar av den har återfunnits i Dödahavsrullarna. Hela texten finns bevarad i etiopisk översättning och ingår i den etiopisk-ortodoxa kyrkans Bibel. Henoks bok har 108 kapitel med många slags spekulationer, bland annat över Människosonen och om änglarna. Den har spelat en roll för Nya Testamentet och många av tankarna där.

## Andra Henoksboken
Andra Henoksboken (ursprungligen sannolikt på grekiska men endast bevarad i fornkyrkoslavisk översättning) är av annat ursprung än första Henoksboken, och, i nuvarande skick, en kristen apokalyps. Huruvida den ursprungliga textversionen härrör från en judisk tillkomstmiljö under århundradet före den västerländska tideräkningens början, från en kristen tillkomstmiljö i det bysantinska riket under 800-talet, eller någonting däremellan är föremål för debatt.

## Tredje Henoksboken
Tredje Henoksboken (på hebreiska) är ett led i den judiska mystikens utveckling (ungefär tusen år före kabbalans uppkomst).[källa behövs] Den representerar ett yngre stadium i Henok-spekulationen. Den hittades 1928, men dess datering har varit föremål för avsevärd debatt. Välsignelseformuleringar i Tredje Henoksboken uppvisar en form äldre än Gemara,  och P. Alexander daterar verket till 400- eller 500-talet. 